# دوشیزه (فیلم ۱۳۸۱)
دوشیزه فیلمی به کارگردانی محمد درمنش و نویسندگی درمنش و غلامحسین دریانورد محصول سال ۱۳۸۱ است.

## بازیگران
- زیبا بروفه
- بهنوش صادقی
- فرشید زارعی‌فرد
- فقیهه سلطانی
- فتحعلی اویسی
- شاه علی سرخانی
- زهرا سعیدی
- مهسا مهجور
- ناصر فروغ
- نورا هاشمی
- بنفشه نجاتی
- علیرضا علیا
- لیدا محمودی
- مینا میربها
- مهریا ذاکری
- آزیتا خرمی
- جمشید باغبانی
- اکبر هنرمند
- مهدی میرزاییان
- بهزاد جاودان فرد
- رضا حکم لو
- حمیدرضا جعفری
- علی جعفری
- میثم یوسفی
- فلور اصغری
- منوچهر هادی
- محمدحسن کیانی